# Castell de Térmens
El castell de Térmens és un castell de Térmens (Noguera) declarat bé cultural d'interès nacional.
Les seves restes es troben a la part més alta d'un tossal que domina el riu Segre pel costat nord i oest. A la seva empara va anar creixent la primitiva població per tot el pendent meridional, fins a arribar al peu del turó.

## Història
El castell sarraí de Térmens és esmentat el 1106 com la primera conquesta d'Ermengol VI, després de la presa definitiva de Balaguer. Després de la victòria almoràvit en la batalla de Corbins (1126), el lloc tornà a mans musulmanes. L'any 1143 és conquerit definitivament pel mateix comte urgellenc en campanya coordinada amb Ramon Berenguer IV, la qual aconseguirà acabar la conquesta de la Catalunya Nova pocs anys després.
El primer senyor del castell conegut és Bernat I d'Anglesola que en el seu testament del 1175, abans d'acompanyar Alfons I en l'expedició contra Tolosa, cedí el castell de «Termino» al seu fill Arnau Berenguer II d'Anglesola, conegut com a Berenguer II. El 1190 Berenguer i la seva muller Elisenda feien unes concessions in Cechia de Térmens a favor de Pere de Preixens i de la seva muller Maria, a condició que tinguessin sempre a punt un home armat per a defensar el castell i la vila de Térmens.
Berenguer III d'Anglesola, heretà el castell i el trameté al seu fill Ramon I d'Anglesola que el donarà a l'orde de l'Hospital de sant Joan de Jerusalem l'any 1278. Des d'aquell moment es convertí en una comanda hospitalera que fou integrada a la vegueria de Cervera.
El primer comanador va ser Guillem de Claramunt. L'any 1283 era comanador de l'Hospital Joan Guillem de Clarmont, data en què la comanda de Térmens era ben consolidada. El 1316, n'era Guillem d'Anglesola. L'any 1359 ho era Bernat d'Àger. Els hospitalers establiren el dret del «quinzè» sobre totes les collites del terme a excepció del «Vectigal», que rebien directament els comtes d'Urgell. En el fogatge de 1381 Térmens consta que era de l'orde de l'Hospital i que tenia tretze focs. La comanda de Térmens fou desamortitzada al segle xix (1835).

## Arquitectura
Pràcticament desaparegut per l'espoli de pedres. L'any 1986 es descobriren restes de murs, atribuïbles a la fortalesa, a ponent del vell temple de Sant Joan. Fins a aquella data només es coneixia un pany de muralla localitzat a l'extrem nord. És de parament fort, amb cinc filades de carreus rectangulars ben esquadrats, units amb una gruixuda capa d'argamassa.
Les excavacions fetes a partir de 1991 pel Servei d'Arqueologia de l'Institut d'Estudis Ilerdencs de la Diputació de Lleida van fer visibles les restes de diversos murs pertanyents al castell medieval, amb moltes reformes efectuades en època moderna. La datació és difícil si bé semblen pertànyer a un moment ja avançat de l'edat mitjana. El parament nord esmentat en primer lloc és probablement el més antic; fins i tot podria pertànyer a l'etapa islàmica del castell.

## Vila closa
Del castell sortia una muralla que envoltava la vila medieval, amb el portal d'accés al començament del carrer Major. L'actual carrer del Mur segueix paral·lel el traçat d'aquest tancament. El mur va ser aprofitat pes les cases modernes com a suport constructiu però encara són visibles alguns trams. El fragment de muralla que millor es conserva es troba a la banda sud-oest, sobre la carretera de Menàrguens. S'adapta al perfil superior de la roca que li fa de base i que està retallada formant talús. Es conserven gairebé 4 metres d'alçada amb 13 filades de carreus ben escairats units amb argamassa reforçada de vegades amb petits còdols. A la zona superior s'obren tres buits sota un arc semicircular, molt erosionats que recorden una mena de troneres.
No es conserva cap resta de torre cosa que permet suposar una línia contínua de muralla i s'observa una clara homogeneïtat en els diferents trams. L'aparell de l'obra és clarament medieval i es dataria en un segle xiii avançat, probablement de quan s'instal·laren els hospitalers com a senyors del castell.